# Adrià Altimira
Adrià Altimira Reynaldos (Cardedeu, 28 de marzo de 2001), conocido como Adrià Altimira, es un futbolista español que juega como defensa en las filas del Villarreal C. F. de la Primera División de España.

## Trayectoria
Nacido en Cardedeu, Barcelona, Cataluña, Altimira se formó en las categorías inferiores del FC Barcelona, al que llegó en edad benjamín procedente del Granollers. Primo de Sergi Altimira y sobrino de Aureli Altimira, Adrià iría quemando etapas en el club blaugrana hasta formar parte del juvenil "A" en la temporada 2019-20.
En agosto de 2020, después de terminar su formación de juveniles, firmó por la NK Lokomotiva de la Primera Liga de Croacia.
Dos meses después, el 6 de octubre de 2020, rescinde su contrato con el conjunto croata y firma por la UD Melilla de la Segunda División B de España. Con el conjunto melillense participa en 23 partidos en los que anota un gol y dos encuentros disputados en Copa del Rey.
El 1 de julio de 2021, firma por el F. C. Andorra de la Primera División RFEF. En la temporada 2020-21, disputa 24 partidos.
En la temporada 2021-22, lograría el ascenso a la Segunda División de España, tras acabar en primera posición del Grupo II de la Primera División RFEF. Su aportación sería de 28 partidos en liga y uno de Copa del Rey.
El 14 de junio de 2023, firma por el Villarreal B de la Segunda División de España.

## Estadísticas

### Clubes
Actualizado al último partido disputado el 24 de mayo de 2025.
| Club                          | Div.          | Temporada     | Liga  | Liga  | Copas nacionales | Copas nacionales | Copas internacionales | Copas internacionales | Total | Total |
| Club                          | Div.          | Temporada     | Part. | Goles | Part.            | Goles            | Part.                 | Goles                 | Part. | Goles |
| ----------------------------- | ------------- | ------------- | ----- | ----- | ---------------- | ---------------- | --------------------- | --------------------- | ----- | ----- |
| U. D. Melilla · España        | 2.ª B         | 2020-21       | 24    | 1     | 2                | 0                | —                     | —                     | 26    | 1     |
| U. D. Melilla · España        | Total club    | Total club    | 24    | 1     | 2                | 0                | 0                     | 0                     | 26    | 1     |
| F. C. Andorra · España        | 1.ª F         | 2021-22       | 27    | 0     | 2                | 0                | —                     | —                     | 29    | 0     |
| F. C. Andorra · España        | 2.ª           | 2022-23       | 36    | 1     | 1                | 0                | —                     | —                     | 37    | 1     |
| F. C. Andorra · España        | Total club    | Total club    | 63    | 1     | 3                | 0                | 0                     | 0                     | 66    | 1     |
| Villarreal C. F. "B" · España | 2.ª           | 2023-24       | 27    | 0     | —                | —                | —                     | —                     | 27    | 0     |
| Villarreal C. F. "B" · España | Total club    | Total club    | 27    | 0     | 0                | 0                | 0                     | 0                     | 27    | 0     |
| Villarreal C. F. · España     | 1.ª           | 2023-24       | 11    | 0     | 3                | 0                | 4                     | 0                     | 18    | 0     |
| Villarreal C. F. · España     | Total club    | Total club    | 11    | 0     | 3                | 0                | 4                     | 0                     | 18    | 0     |
| C. D. Leganés · España        | 1.ª           | 2024-25       | 22    | 0     | 4                | 1                | —                     | —                     | 26    | 1     |
| C. D. Leganés · España        | Total club    | Total club    | 22    | 0     | 4                | 1                | 0                     | 0                     | 26    | 1     |
| Total carrera                 | Total carrera | Total carrera | 147   | 2     | 12               | 1                | 4                     | 0                     | 163   | 3     |